# Sedlec (Vraclav)
Sedlec (německy Sedletz) je vesnice a část obce Vraclav v okrese Ústí nad Orlicí v Pardubickém kraji. Sedlecká zástavba je ukázkou patrových zděných opukových domů. Nachází se asi dva kilometry jižně od Vraclavi. Sedlec leží v katastrálním území Sedlec u Vraclavi o rozloze 4,15 km².

## Historie
První písemná zmínka o obci pochází z roku 1325. Archeologické nálezy však dokazují přítomnost prvních osídlenců již v době kamenné, pak v mladší době bronzové a ve starší i mladší době železné. Další archeologické nálezy dokládají osídlení mezi 2. a 1. stoletím před Kristem
Roku 1325 ve vsi sídlil zeman Heřman, jehož tvrz pravděpodobně stále na místě Pitrova statku, číslo popisné 6, kde bylo nalezeno sklepení pod stodolou. Roku 1410 je zapsána v dvorských deskách jako „Villa Sedlce“. Sedlec se stala roku 1547 součástí panství Košumberk, v jehož správě zůstala do roku 1656. V tomto roce přešlo panství díky sňatku do rodu Hýzrlů z Chodů. Od 1684 do roku 1773 vlastnili panství jezuité. V roce 1690 byl Sedlec společně s dalšími sedmi vesnicemi separována a přidělena ke statku Roubovice. V roce 1722 toto panství zakoupil hrabě Jaroslav Capace de Fofrano a připojil ho k panství Chroustovice. V roce 1736 získal celé panství Leopold Kinský sňatkem s dcerou Terezií zmíněného španělského šlechtice. Po smrti Leopolda zdědil panství syn Filip, který jej v roce 1823 prodal společně s Rychmburkem Karlu Alexandru Thurn Taxisovi. V jeho správě zůstala Sedlec až do roku 1850.
Za dnešní spádovou oblast lze z hlediska společenského označit Vysoké Mýto. Avšak nebylo tomu tak vždy. Pod vlivem historického vývoje se Sedlec nejprve „přidružovala“ spíše na opačnou stranu. Tedy směrem k Chroustovicím a Luži. Až postupem času se obec začala orientovat na Vysoké Mýto. Jednak zásobovala město opukou z místních lomů, částečně se ze Sedlece dovážely potraviny. Kolem roku 1848 byla obec dokonce symbolicky rozdělena: Pod Vysoké Mýto patřilo 10 čísel a pod panství Chroustovice 59 čísel. Prvním starostou obce se roku 1850 stal Josef Boháček, roku 1858 jej vystřídal Jan Rozlivka a v roce 1864 nastoupil Jan Zavřel.

## Obyvatelstvo
| Rok            | 1869 | 1880 | 1890 | 1900 | 1910 | 1921 | 1930 | 1950 | 1961 | 1970 | 1980 | 1991 | 2001 | 2011 | 2021 |
| -------------- | ---- | ---- | ---- | ---- | ---- | ---- | ---- | ---- | ---- | ---- | ---- | ---- | ---- | ---- | ---- |
| Počet obyvatel | 389  | 403  | 424  | 401  | 431  | 436  | 397  | 293  | 275  | 247  | 205  | 192  | 176  | 156  | 147  |
| Počet domů     | 71   | 73   | 73   | 75   | 76   | 76   | 75   | 79   | 75   | 71   | 58   | 74   | 73   | 75   | 70   |

## Obecní správa
Při sčítání lidu v letech 1850–1963 Sedlec byla samostatnou obcí v okrese Vysoké Mýto. Od roku 1964 je částí obce Vraclav v okrese Ústí nad Orlicí.

## Společnost

### Kultura
Sedlec patřil ke kulturně skutečně bohatým obcím, jak dokládají především dobové kroniky. Klasicky disponovala hasičským sborem (založen 1887), Honebním společenstvem, Spolkem divadelních ochotníků (založen 1876), Tělocvičnou jednotou Sokol (založena 1919). Dále kapelou kapelníka Josefa Ježka a aktivní Místní skupinou republikánského dorostu (běžně používaná zkratka MSRD).
Kapela byla založena koncem devatenáctého století. Prvním kapelníkem se stal Valenta (přesné údaje nejsou známy), který kapelu založil pravděpodobně v roce 1870 a řídil ji do roku 1880. Po něm na krátko nastoupil František Šiller, který brzy odchází do Splitu. Jako dvacetiletý převzal kapelu Josef Ježek v roce 1883, jehož učitelem byl František Syrový, řídící učitel ve Vraclavi. Ježek hrál na housle, pikolu, bubínek, čelo a baskřídlovku. Kapela za jeho působení byla známá po celém okolí a hrávala na plesech v okolí – v Chrudimi, ve Vysokém Mýtě, na Litomyšlsku, ve Skutči a na jiných místech. Hrála na veřejných slavnostech, především hasičských. Kapelník Ježek byl označován za dobrého učitele hudby a chodili se k němu učit chlapci z širokého okolí. Starší hudebníci byli většinou vysloužilí vojáci z rakouských kapel.

### Místní skupina republikánského dorostu
Jednalo o poměrně časté seskupení mladých lidí organizovaných v období vzniku republiky. Sedlecká skupiny byla založena roku 1923 a soustředila se na hraní divadla, taktéž divadla v přírodě, organizovala přednášky, výlety, besedy, mikulášské a vánoční besídky pro děti a scházela se pravidelně na valných hromadách a schůzích. Skupina měla předsedu, vedla si vlastní účetnictví atp. Muži byli označeni jako přátelé, ženy jako družky. Sedlecká skupina byla poměrně početná. Například v roce 1925 se k ní hlásilo 38 členů, o rok později 41 členů (25 přátel, 16 družek). Z každé valné hromady se vedli velmi podrobné zápisy o veškeré činnosti MSRD až do roku 1936, kdy je v knize veden poslední zápis.
Zápis z roku 1931 dokumentuje založení pěveckého sboru. Tento návrh podal Josef Kulhánek na XIV. valné hromadě a zde byla na 24. října svolána ustanovující schůze a první zkouška. Všichni přítomní souhlasili se založením a zavázali se, že budou navštěvovat zkoušky, které se konaly každou sobotu na sále u Paďourů. Poté byly předběžně rozděleny hlasy a ihned proběhla malá zkouška. Sbormistrem se stal Stanislav Kučera a sbor měl 12 členů, 4 dívky a ženy a 5 chlapců a mužů.

### Školství
Do roku 1873 chodily děti do farní školy do sousední Vraclavi. Tohoto roku však byla otevřena prozatímní škola na Sedlci, jejímž prvním učitelem byl Karel Macháček. O tři roky později byl přímo ve středu návsi vykoupen pozemek, kde Oktavián Pohl z Vysokého Mýta vystavěl novou školu za pouhých pět měsíců. Dne 17. září 1876 byla škola se zvoničkou vysvěcena. Zvon do této zvoničky byl zakoupen v Litomyšli roku 1874 za 55 zlatých. Celkové náklady na stavbu byly 6786 zlatých. Ve dvacátých letech dvacátého století byla ke škole přistavěna tělocvična, další třída a WC. Ve škole se učilo celých 95 let. Počet žáků se pohybovat mezi 50 až 75 dětmi.

### Sport
Sportovní vyžití obce je historicky spojeno s místní jednotou Sokol Sedlec, která byla založena roku 1900.Prvním náčelníkem se stal J. Krouman, od 1945 jeho syn společně s náčelnicí R. Zamastilovou (Schejbalová). Po roce 1948 se začali členové Sokola zajímat o stolní tenis. Mezi prvními Miroslav Novák, Lohynský, Ladislav Novák, Stanislav Tejnora. O něco později Miroslav Zedník, Jiří Táborský a mnoho dalších. Až do roku 1984 se hraje na Sedlci stolní tenis v rámci okresu. V sezoně 1984-1985, kdy nastupuje nová generace, se stolní tenis dostává i na krajskou půdu a v roce 1988 Mladší žáci Táborský Jiří, Schejbal Petr a Plocek Roman jezdí po turnajích do Plzně, Ostravy, Opavy a Bratislavy. Petr Schejbal se umisťuje na 3.-4. místě na Mistrovství Československa v Hluku. Muži vyhrávají 2. krajskou třídu a postupují do třídy 1. Tejnora Stanislav a Smutný se stávají přeborníky okresu. V další sezóně 1990 se už dostavují úspěchy i v republikových soutěžích. Na bodovacích turnajích ČR obsazují Táborský a Schejbal shodně 3. místo. Na přeboru Československa v Topolčanech získává Schejbal společně s Pilařovou 3. místo ve čtyřhře. V letech 1991-2000 hraje naše A mužstvo v nejvyšší krajské soutěži a pohybuje se na předních místech. V sezóně 2001 je reorganizace soutěže a naše A mužstvo po umístění v Divizi na 3. místě hraje kvalifikaci o postup do III. ligy kde hrají mužstva z Brna,Hradce Králové, Pardubic a Žďáru nad Sázavou. Po velkém výkonu sestavy Křepelka, Mikulecký,Táborský, Schejbal postupují do III.ligy.

## Pamětihodnosti
K projevům vesnického stavitelství v Sedlci patří patrové zděné domy. Mezi vnější znaky takovýchto památek se řadí polovalbové střechy, lichoběžníkové štíty nebo výplně otvorových prvků. Z vnitřních znaků to pak jsou plackové klenby a křídla vnitřních dveří. Původní koncepce návsi se svým uspořádáním řadí do struktury návsí s nepravidelným tvarem, na rozdíl od Hrušové s obdélníkovým tvarem nebo Kosořínu s radiálním uspořádáním. Původní klasicistní zdobení dveří se na Sedlci dochovalo ve statku čp. 16 a čp. 52.   
Památkově chráněné objekty:
- Venkovská usedlost čp. 16
- Smírčí kříž[12]

## Osobnosti
Ze Sedlece působili v legiích dva legionáři: Josef Kulhánek, narozen 3. ledna 1875, který působil v Rusku u blíže neznámého pluku, a Stanislav Rozlivka, narozen 16. června 1890, který působil v Itálii jako desátník u pluku 32-V.